# 斯特雷特福德
斯特雷特福德（英語：Stretford）是英格蘭大曼徹斯特地區特拉福德的城市，位於曼徹斯特市中心西南3.8英里（6.1）。斯特雷特福德自1910年開始時曼徹斯特聯的主場——奧脫福球場的所在地。